# Klidant
Klidant (Chlidanthus Herb.) – rodzaj roślin z rodziny amarylkowatych. Obejmuje cztery gatunki, występujące w północno-zachodniej Argentynie, Peru i Boliwii.

## Morfologia
PokrójNiewielkie, wieloletnie rośliny zielne.
PędCebula z wydłużoną szyjką osłaniającą pąk wierzchołkowy.
LiścieRównowąskie, sezonowe, zwykle kanalikowate, niekiedy z chropowatymi brzegami.
KwiatyZebrane w kwiatostan, wyrastający na głąbiku, wsparty dwiema podsadkami. Okwiat lejkowaty lub lejkowato-rurkowaty, promienisty lub lekko grzbiecisty, różnobarwny, ale nigdy biały, niekiedy wonny. Listki okwiatu zrośnięte w rurkę, zwykle dużo dłuższą od odcinka, na którym są rozchylone. Pręciki położone w dwóch okółkach o różnej długości, wolne, rzadko bardzo krótko zrośnięte u nasady. Nitki pręcików szydłowate, niekiedy ząbkowane, przylegające do okwiatu. Szyjka słupka zakończona trójdzielnym znamieniem.
OwoceTrójwrębne, beczułkowate, pękające torebki. Nasiona w kształcie litery D, o czarnej łupinie.

## Systematyka
Pozycja systematycznaRodzaj z plemienia Eustephieae, podrodziny amarylkowych Amaryllidoideae z rodziny amarylkowatych Amaryllidaceae.
Wykaz gatunków
- Chlidanthus boliviensis Traub & I.S.Nelson
- Chlidanthus fragrans Herb. – klidant wonny
- Chlidanthus soratensis (Baker) Ravenna
- Chlidanthus yaviensis (Ravenna) Ravenna

## Nazewnictwo
Etymologia nazwy naukowejNazwa naukowa rodzaju pochodzi od greckich słów χλιδή (chlidi – bogactwo) i άνθος (anthos – kwiat).
Nazwy zwyczajowe w języku polskimPolska nazwa rodzaju Chlidanthus: klidant, wskazana została m.in. w Słowniku polskich imion rodzajów oraz wyższych skupień roślin z roku 1900 Józefa Rostafińskiego, a także w Słowniku roślin zielnych Wiesława Gawrysia z 2008 r.
Synonimy taksonomiczne
- Clitanthes Herb., Edwards's Bot. Reg. 25(Misc.): 87 (1839)
- Coleophyllum Klotzsch, Allg. Gartenzeitung 8: 185 (1840)
- Clitanthum Benth. & Hook.f., Gen. Pl. 3: 733 (1883)
- Sanmartina Traub, Pl. Life 7: 41 (1951)
- Castellanoa Traub, Pl. Life 9: 69 (1953)

## Zastosowanie
Rośliny leczniczeCebule klidantu wonnego zawierają alkaloidy, w tym tazetynę, klidantynę, belladynę i likorynę, wykazujące działanie hamujące acetylocholinoesterazę i butyrylocholinoesterazę.
Rośliny ozdobneKlidant wonny o żółtych, słodko pachnących kwiatach długości do 8 cm, jest uprawiany jako roślina ogrodowa, pokojowa i na kwiat cięty. Rośliny osiągają wysokość 25–40 cm i tworzą kwiatostany składające się z do 5 kwiatów.  Wymaga stanowisk osłoniętych, gleby bogatej w próchnicę, przepuszczalnej i piaszczystej. Jest ciepłolubny. W Polsce nie jest mrozoodporny (strefy mrozoodporności: 9–11). Cebule wymagają wykopania kiedy temperatura powietrza nie spada poniżej 10 °C, gdyż inaczej ulegają uszkodzeniu.